# صفيراء كبيرة الثمار
صفيراء كبيرة الثمار (الاسم العلمي:Sophora macrocarpa) هي نوع من النباتات يتبع جنس الصفيراء من الفصيلة البقولية.